# Saison 2010-2011 du Stade rennais FC
Maillots
Chronologie
Saison précédente Saison suivante
La saison 2010-2011 du Stade rennais football club débute le 24 juin 2010 avec la reprise de l'entraînement. Le club est engagé dans trois compétitions, et commence ses matchs de compétition officielle le 7 août 2010 avec la première journée de Ligue 1. Le club est aussi engagé en Coupe de France et en Coupe de la Ligue.

## Déroulement de la saison
- 24 juin : Reprise de l'entraînement à la Piverdière
- 8 au 17 juillet : Stage de préparation à Carnac[2]

## Transferts en 2010-2011
| Date            | Nom                   | Nationalité         | Modalité                       | Provenance/Destination | Division            |
| Été 2010        |                       |                     |                                |                        |                     |
| Arrivées        |                       |                     |                                |                        |                     |
| 17 avril        | Abdoulaye Diallo      | France              | Premier contrat (3 ans)        | -                      | CFA                 |
| 9 juin          | Gaëtan Caro           | France              | Premier contrat (1 an),        | -                      | CFA                 |
| 9 juin          | Vincent Pajot         | France              | Premier contrat (1 an),        | -                      | CFA                 |
| 22 juin         | Jean-Armel Kana-Biyik | France              | Transfert (4 ans, 1.5 à 2 M€), | Le Havre AC            | Ligue 2             |
| 29 juin         | Onyekachi Apam        | Nigeria             | Transfert (4 ans, 4 à 5 M€),   | OGC Nice               | Ligue 1             |
| 29 juin         | Johann Carrasso       | France              | Transfert (4 ans, 1.5 M€),     | Montpellier HSC        | Ligue 1             |
| 29 juin         | Georges Mandjeck      | Cameroun            | Transfert (4 ans, 1.2 M€),     | VfB Stuttgart          | Bundesliga          |
| 29 juin         | Víctor Hugo Montaño   | Colombie            | Transfert (4 ans, 6 M€),       | Montpellier HSC        | Ligue 1             |
| 19 juillet      | Stéphane Dalmat       | France              | Transfert (2 ans, 1.5 M€),     | FC Sochaux-Montbéliard | Ligue 1             |
| 4 septembre     | Kamal Issah           | Ghana               | Premier contrat (3 ans)        | Liberty Professionals  | Premier League      |
| Départs         |                       |                     |                                |                        |                     |
| 6 juin          | Petter Hansson        | Suède               | Transfert libre (1 an)         | AS Monaco              | Ligue 1             |
| 12 juin         | Elderson Echiejile    | Nigeria             | Transfert libre (4 ans)        | SC Braga               | Liga Sagres         |
| 14 juin         | Jimmy Briand          | France              | Transfert (4 ans, 6 M€),       | Olympique lyonnais     | Ligue 1             |
| 22 juin         | Maxime Le Marchand    | France              | Transfert libre (3 ans),       | Le Havre AC            | Ligue 2             |
| 28 juin         | Moussa Sow            | Sénégal             | Transfert libre (3 ans)        | Lille OSC              | Ligue 1             |
| 1er juillet     | Patrice Luzi          | France              | Fin de contrat                 | -                      | -                   |
| 1er juillet     | Florent Petit         | France              | Fin de contrat                 | -                      | -                   |
| 21 juillet      | Vincent Pajot         | France              | Prêt (1 an)                    | US Boulogne            | Ligue 2             |
| 23 juillet      | Carlos Bocanegra      | États-Unis          | Transfert (2 ans, 500 k€),     | AS Saint-Étienne       | Ligue 1             |
| 23 juillet      | Yohann Lasimant       | France              | Transfert libre (2 ans)        | Grenoble Foot 38       | Ligue 2             |
| 26 juillet      | Mickaël Pagis         | France              | Fin de carrière                | -                      | -                   |
| 31 juillet      | Julián Estéban        | Suisse              | Transfert libre                | Servette FC            | Challenge League    |
| 5 août          | Prince Oniangue       | République du Congo | Transfert (3 ans)              | Tours FC               | Ligue 2             |
| 17 août         | Cheick N'Diaye        | Sénégal             | Prêt (1 an)                    | Paris FC               | National            |
| 30 août         | Lhadji Badiane        | France              | Prêt (1 an)                    | Dijon FCO              | Ligue 2             |
| 31 août         | Asamoah Gyan          | Ghana               | Transfert (4 ans, 13 M£)       | Sunderland AFC         | Premier League      |
| 2 septembre     | Ismaël Bangoura       | Guinée              | Transfert (4 ans, 8 M€),       | Al Nasr Dubaï          | UAE Football League |
| Hiver 2010-2011 |                       |                     |                                |                        |                     |
| Arrivées        |                       |                     |                                |                        |                     |
| 8 décembre      | Frank Julienne        | France              | Premier contrat (2,5 ans)      | -                      | CFA                 |
| 3 janvier       | Razak Boukari         | Togo                | Transfert (4,5 ans, 4 M€),     | RC Lens                | Ligue 1             |
| 24 janvier      | Pape Malick Kandji    | Sénégal             | Transfert (3,5 ans)            | ASC Touré Kunda        | Ligue 2             |
| 26 janvier      | John Verhoek          | Pays-Bas            | Transfert (4,5 ans, 0,5 M€),   | FC Den Bosch           | Eerste Divisie      |
| Départs         |                       |                     |                                |                        |                     |
| 16 décembre     | Rod Fanni             | France              | Transfert (2,5 ans, 4 M€)      | Olympique de Marseille | Ligue 1             |

## L'effectif de la saison
| Poste² | Nat.³ | Nom                        | Naissance                  | Sélection⁴ | Championnat | Championnat | Cpe France | Cpe France  | Coupe Ligue | Coupe Ligue | Total Saison | Total Saison | Notes      |
| Poste² | Nat.³ | Nom                        | Naissance                  | Sélection⁴ | M           | But inscrit | M          | But inscrit | M           | But inscrit | M            | But inscrit  | Notes      |
| ------ | ----- | -------------------------- | -------------------------- | ---------- | ----------- | ----------- | ---------- | ----------- | ----------- | ----------- | ------------ | ------------ | ---------- |
| D      | NGA   | Onyekachi Apam             | 30 décembre 1986 (23 ans)  | A          | 0           | 0           | 0          | 0           | 0           | 0           | 0            | 0            |            |
| A      | GUI   | Ismaël Bangoura            | 2 janvier 1985 (25 ans)    | A          | 4           | 2           | 0          | 0           | 0           | 0           | 4            | 2            | [ note 1 ] |
| A      | TOG   | Razak Boukari              | 25 avril 1987 (23 ans)     | A          | 18          | 4           | 3          | 1           | 0           | 0           | 21           | 5            | [ note 2 ] |
| D      | GHA   | John Boye                  | 23 avril 1987 (23 ans)     | A          | 10          | 0           | 0          | 0           | 0           | 0           | 10           | 0            |            |
| M      | FRA   | Yacine Brahimi¹            | 22 mars 1990 (20 ans)      | Espoirs    | 22          | 4           | 3          | 2           | 1           | 0           | 26           | 6            |            |
| A      | FRA   | Abdoul Razzagui Camara¹    | 20 février 1990 (20 ans)   | Espoirs    | 24          | 0           | 2          | 1           | 1           | 0           | 27           | 1            |            |
| M      | FRA   | Gaëtan Caro¹               | 15 juin 1990 (20 ans)      | -          | 0           | 0           | 0          | 0           | 0           | 0           | 0            | 0            |            |
| G      | FRA   | Johann Carrasso            | 7 mai 1988 (22 ans)        | Espoirs    | 1           | 0           | 2          | 0           | 1           | 0           | 4            | 0            |            |
| M      | FRA   | Stéphane Dalmat            | 16 février 1979 (31 ans)   | Espoirs    | 33          | 2           | 1          | 0           | 0           | 0           | 34           | 2            |            |
| D      | FRA   | Romain Danzé¹              | 3 juillet 1986 (24 ans)    | Espoirs    | 38          | 1           | 3          | 0           | 0           | 0           | 41           | 1            |            |
| D      | FRA   | Bira Dembélé¹              | 22 mars 1988 (22 ans)      | Espoirs    | 0           | 0           | 0          | 0           | 0           | 0           | 0            | 0            |            |
| G      | FRA   | Abdoulaye Diallo¹          | 30 mars 1992 (18 ans)      | -19        | 0           | 0           | 0          | 0           | 0           | 0           | 0            | 0            |            |
| G      | FRA   | Nicolas Douchez            | 22 avril 1980 (30 ans)     | -          | 37          | 0           | 1          | 0           | 0           | 0           | 38           | 0            |            |
| M      | FRA   | Tongo Hamed Doumbia        | 6 août 1989 (20 ans)       | -          | 19          | 0           | 0          | 0           | 1           | 0           | 20           | 0            |            |
| D      | FRA   | Rod Fanni                  | 6 décembre 1981 (28 ans)   | A          | 11          | 0           | 0          | 0           | 0           | 0           | 11           | 0            | [ note 3 ] |
| A      | GHA   | Asamoah Gyan               | 22 novembre 1985 (24 ans)  | A          | 3           | 0           | 0          | 0           | 0           | 0           | 3            | 0            | [ note 4 ] |
| M      | GHA   | Kamal Issah                | 30 août 1992 (17 ans)      | -          | 0           | 0           | 0          | 0           | 0           | 0           | 0            | 0            |            |
| D      | MAR   | Yassine Jebbour¹           | 2 août 1991 (18 ans)       | Espoirs    | 6           | 0           | 0          | 0           | 0           | 0           | 6            | 0            | [ note 5 ] |
| A      | FRA   | Frank Julienne¹            | 7 mars 1991 (19 ans)       | -18        | 1           | 0           | 0          | 0           | 0           | 0           | 1            | 0            | [ note 6 ] |
| D      | FRA   | Jean-Armel Kana-Biyik      | 3 juillet 1989 (21 ans)    | Espoirs    | 28          | 1           | 3          | 0           | 1           | 0           | 32           | 1            |            |
| D      | SEN   | Pape Malick Kandji         | 12 septembre 1992 (17 ans) | -          | 0           | 0           | 0          | 0           | 0           | 0           | 0            | 0            | [ note 7 ] |
| A      | FRA   | Jirès Kembo Ekoko¹         | 8 janvier 1988 (22 ans)    | Espoirs    | 23          | 3           | 2          | 0           | 1           | 1           | 26           | 4            |            |
| M      | FRA   | Fabien Lemoine¹            | 16 mars 1987 (23 ans)      | Espoirs    | 18          | 0           | 2          | 0           | 0           | 0           | 20           | 0            |            |
| M      | FRA   | Jérôme Leroy               | 4 novembre 1974 (35 ans)   | Espoirs    | 34          | 2           | 2          | 2           | 1           | 0           | 37           | 4            |            |
| M      | FRA   | Yann M'Vila¹               | 29 juin 1990 (20 ans)      | A          | 37          | 2           | 3          | 1           | 1           | 0           | 41           | 3            |            |
| M      | CMR   | Georges Mandjeck           | 9 décembre 1988 (21 ans)   | A          | 22          | 0           | 1          | 0           | 1           | 0           | 24           | 0            |            |
| D      | SEN   | Kader Mangane              | 23 mars 1983 (27 ans)      | A          | 29          | 3           | 2          | 0           | 1           | 0           | 32           | 3            |            |
| M      | FRA   | Sylvain Marveaux¹          | 15 avril 1986 (24 ans)     | Espoirs    | 10          | 1           | 0          | 0           | 0           | 0           | 10           | 1            |            |
| A      | COL   | Víctor Hugo Montaño        | 1er mai 1984 (26 ans)      | A          | 32          | 9           | 2          | 2           | 1           | 0           | 35           | 11           |            |
| D      | FRA   | Samuel Souprayen¹          | 18 février 1989 (21 ans)   | Espoirs    | 16          | 0           | 3          | 0           | 1           | 0           | 20           | 0            |            |
| M      | NOR   | Alexander Tettey           | 4 avril 1986 (24 ans)      | A          | 17          | 1           | 3          | 3           | 0           | 0           | 20           | 4            |            |
| D      | FRA   | Kévin Théophile-Catherine¹ | 28 octobre 1989 (20 ans)   | Espoirs    | 26          | 2           | 3          | 0           | 1           | 0           | 30           | 2            |            |
| A      | NED   | John Verhoek               | 25 mars 1989 (21 ans)      | -          | 7           | 0           | 1          | 0           | 0           | 0           | 8            | 0            | [ note 8 ] |

Dernière mise à jour : 30 mai 2011

- Les âges donnés correspondent à l'âge du joueur au 1er août 2010, en début de saison
- 1 : joueur formé au club
- 2 : G, Gardien de but ; D, Défenseur ; M, Milieu de terrain ; A, Attaquant
- 3 : Nationalité sportive, certains joueurs possédant une double-nationalité
- 4 : sélection la plus élevée obtenue

## Équipe-type
Il s'agit de la formation la plus courante rencontrée en championnat.

## Les rencontres de la saison

### Liste
|    | Jour | Date         | Heure 1 | Compétition       | Tour           | Adversaire          | Lieu 2 | Score      | Place      | Affluence |
| -- | ---- | ------------ | ------- | ----------------- | -------------- | ------------------- | ------ | ---------- | ---------- | --------- |
| 1  | mer. | 14 juillet   | 18 h 30 | Amical            | Amical         | Nantes (L2)         | N      | 1 - 1      | 1 - 1      | 1 500     |
| 2  | sam. | 17 juillet   | 18 h 30 | Amical            | Amical         | Laval (L2)          | N      | 3 - 0      | 3 - 0      | 1 050     |
| 3  | mer. | 21 juillet   | 18 h 30 | Amical            | Amical         | Brest               | N      | 0 - 1      | 0 - 1      | 3 200     |
| 4  | sam. | 24 juillet   | 18 h 30 | Amical            | Amical         | Lorient             | N      | 1 - 2      | 1 - 2      | 2 500     |
| 5  | mer. | 28 juillet   | 18 h 00 | Amical            | Amical         | Legia POL           | D      | 1 - 0      | 1 - 0      | 8 031     |
| 6  | sam. | 31 juillet   | 18 h 00 | Amical            | Amical         | Caen                | N      | 1 - 1      | 1 - 1      | 2 500     |
| 7  | sam. | 7 août       | 21 h 00 | Ligue 1           | 1              | Lille               | D      | 1 - 1      | 10e        | 21 442    |
| 8  | sam. | 14 août      | 19 h 00 | Ligue 1           | 2              | Nancy               | E      | 3 - 0      | 3e         | 14 512    |
| 9  | sam. | 21 août      | 19 h 00 | Ligue 1           | 3              | Saint-Étienne       | D      | 0 - 0      | 3e         | 24 731    |
| 10 | sam. | 28 août      | 19 h 00 | Ligue 1           | 4              | Arles-Avignon       | E      | 1 - 0      | 2e         | 9 364     |
| 11 | sam. | 11 septembre | 19 h 00 | Ligue 1           | 5              | Sochaux             | D      | 2 - 1      | 2e         | 17 504    |
| 12 | dim. | 19 septembre | 17 h 00 | Ligue 1           | 6              | Paris SG            | E      | 0 - 0      | 3e         | 28 606    |
| 13 | mer. | 22 septembre | 20 h 45 | Coupe de la Ligue | Troisième tour | Guingamp (Nat.)     | E      | 1 - 3      | 1 - 3      | 7 828     |
| 14 | sam. | 25 septembre | 19 h 00 | Ligue 1           | 7              | Nice                | E      | 2 - 1      | 2e         | 7 577     |
| 15 | dim. | 3 octobre    | 21 h 00 | Ligue 1           | 8              | Toulouse            | D      | 3 - 1      | 1er        | 21 711    |
| 16 | dim. | 17 octobre   | 17 h 00 | Ligue 1           | 9              | Lens                | E      | 0 - 0      | 1er        | 30 224    |
| 17 | sam. | 23 octobre   | 19 h 00 | Ligue 1           | 10             | Montpellier         | D      | 0 - 1      | 1er        | 22 688    |
| 18 | sam. | 30 octobre   | 21 h 00 | Ligue 1           | 11             | Marseille           | E      | Reporté    | Reporté    |           |
| 18 | sam. | 6 novembre   | 21 h 00 | Ligue 1           | 12             | Lyon                | D      | 1 - 1      | 2e         | 28 357    |
| 19 | dim. | 13 novembre  | 17 h 00 | Ligue 1           | 13             | Auxerre             | E      | 1 - 2      | 5e         | 9 089     |
| 20 | sam. | 20 novembre  | 19 h 00 | Ligue 1           | 14             | Brest               | D      | 2 - 1      | 4e         | 28 879    |
| 21 | sam. | 27 novembre  | 19 h 00 | Ligue 1           | 15             | Lorient             | E      | 0 - 2      | 6e         | 15 362    |
| 22 | mer. | 1er décembre | 19 h 00 | Ligue 1           | 11             | Marseille           | E      | 0 - 0      | 5e         | 50 057    |
| 23 | sam. | 4 décembre   | 19 h 00 | Ligue 1           | 16             | Monaco              | D      | 1 - 0      | 3e         | 20 829    |
| 24 | dim. | 12 décembre  | 21 h 00 | Ligue 1           | 17             | Bordeaux            | E      | 0 - 0      | 4e         | 19 991    |
| 25 | sam. | 18 décembre  | 19 h 00 | Ligue 1           | 18             | Valenciennes        | D      | 1 - 0      | 3e         | 20 112    |
| 26 | mer. | 22 décembre  | 19 h 00 | Ligue 1           | 19             | Caen                | E      | 0 - 1      | 3e         | 14 500    |
| 27 | dim. | 9 janvier    | 17 h 45 | Coupe de France   | 32es de finale | Cannes (Nat.)       | D      | 7 - 0      | 7 - 0      | 6 031     |
| 28 | sam. | 15 janvier   | 21 h 00 | Ligue 1           | 20             | Arles-Avignon       | D      | 4 - 0      | 3e         | 19 857    |
| 29 | dim. | 23 janvier   | 14 h 45 | Coupe de France   | 16es de finale | Vaulx-en-Velin (DH) | E      | 2 - 0      | 2 - 0      | 4 000     |
| 30 | sam. | 29 janvier   | 19 h 00 | Ligue 1           | 21             | Sochaux             | E      | 1 - 5      | 4e         | 11 833    |
| 31 | mar. | 1er février  | 20 h 45 | Coupe de France   | 8es de finale  | Reims (L2)          | D      | 3 - 4 a.p. | 3 - 4 a.p. | 7 399     |
| 32 | sam. | 5 février    | 21 h 00 | Ligue 1           | 22             | Paris SG            | D      | 1 - 0      | 3e         | 26 001    |
| 33 | dim. | 13 février   | 17 h 00 | Ligue 1           | 23             | Nice                | D      | 2 - 0      | 2e         | 18 387    |
| 34 | dim. | 20 février   | 21 h 00 | Ligue 1           | 24             | Toulouse            | E      | 2 - 1      | 2e         | 21 378    |
| 35 | sam. | 26 février   | 19 h 00 | Ligue 1           | 25             | Lens                | D      | 2 - 0      | 2e         | 22 745    |
| 36 | sam. | 5 mars       | 19 h 00 | Ligue 1           | 26             | Montpellier         | E      | 1 - 0      | 2e         | 15 165    |
| 37 | ven. | 12 mars      | 21 h 00 | Ligue 1           | 27             | Marseille           | D      | 0 - 2      | 2e         | 29 002    |
| 38 | sam. | 19 mars      | 21 h 00 | Ligue 1           | 28             | Lyon                | E      | 1 - 1      | 3e         | 35 504    |
| 39 | sam. | 2 avril      | 19 h 00 | Ligue 1           | 29             | Auxerre             | D      | 0 - 0      | 3e         | 27 743    |
| 40 | sam. | 9 avril      | 21 h 00 | Ligue 1           | 30             | Brest               | E      | 0 - 2      | 4e         | 15 127    |
| 41 | sam. | 16 avril     | 19 h 00 | Ligue 1           | 31             | Lorient             | D      | 1 - 2      | 5e         | 28 261    |
| 42 | dim. | 24 avril     | 17 h 00 | Ligue 1           | 32             | Monaco              | E      | 0 - 1      | 5e         | 6 569     |
| 43 | sam. | 30 avril     | 19 h 00 | Ligue 1           | 33             | Bordeaux            | D      | 0 - 0      | 5e         | 22 010    |
| 44 | dim. | 8 mai        | 17 h 00 | Ligue 1           | 34             | Valenciennes        | E      | 0 - 2      | 5e         | 11 429    |
| 45 | mer. | 11 mai       | 19 h 00 | Ligue 1           | 35             | Caen                | D      | 1 - 1      | 5e         | 20 044    |
| 46 | dim. | 15 mai       | 17 h 00 | Ligue 1           | 36             | Saint-Étienne       | E      | 2 - 1      | 5e         | 22 580    |
| 47 | sam. | 21 mai       | 21 h 00 | Ligue 1           | 37             | Nancy               | D      | 0 - 2      | 5e         | 24 250    |
| 48 | dim. | 29 mai       | 21 h 00 | Ligue 1           | 38             | Lille               | E      | 2 - 3      | 6e         | 17 111    |

- 1 Les rencontres de championnat auxquelles la LFP n'a pas encore donné d'heure précise peuvent encore être décalées du samedi au dimanche, ou du mercredi au mardi.
- 2 N : terrain neutre ; D : à domicile ; E : à l'extérieur ; drapeau : pays hôte du match international.

### Détail des matchs

#### Matchs amicaux
Note : rencontres opposant Rennes à d'autres équipes en dehors de toute compétition.

### Bilan des compétitions
| Compétition       | Vainqueur final        | Débute au tour | Place ou tour final | Première rencontre | Dernière rencontre | Nombre |
| ----------------- | ---------------------- | -------------- | ------------------- | ------------------ | ------------------ | ------ |
| Ligue 1           | Lille OSC              | 1re journée    | 6e                  | 7 août 2010        | 29 mai 2011        | 38     |
| Coupe de la Ligue | Olympique de Marseille | 1/16 de finale | 1/16 de finale      | 22 septembre 2010  | 22 septembre 2010  | 1      |
| Coupe de France   | Lille OSC              | 1/32 de finale | 1/8 de finale       | 9 janvier 2011     | 1er février 2011   | 3      |

#### Ligue 1

##### Résultats
| Total | Total | Total | Total | Total | Total | Total | Total | Domicile | Domicile | Domicile | Domicile | Domicile | Domicile | Extérieur | Extérieur | Extérieur | Extérieur | Extérieur | Extérieur |
| J     | G     | N     | P     | Bp    | Bc    | Diff  | Pts   | G        | N        | P        | Bp       | Bc       | Diff     | G         | N         | P         | Bp        | Bc        | Diff      |
| ----- | ----- | ----- | ----- | ----- | ----- | ----- | ----- | -------- | -------- | -------- | -------- | -------- | -------- | --------- | --------- | --------- | --------- | --------- | --------- |
| 38    | 15    | 11    | 12    | 38    | 35    | +3    | 56    | 9        | 6        | 4        | 22       | 13       | +9       | 6         | 5         | 8         | 16        | 22        | -6        |

Dernière mise à jour : 9 juin 2011 ;

Source : LFP.

##### Résultats par journée
Nota : l'ordre des journées est celui dans lequel elles ont été jouées. La place au classement est celle à l'issue du week-end ou du milieu de semaine.
| Journée   | 01 | 02 | 03 | 04 | 05 | 06 | 07 | 08 | 09 | 10 | 11 | 12 | 13 | 14 | 15 | 16 | 17 | 18 | 19 | 20 | 21 | 22 | 23 | 24 | 25 | 26 | 27 | 28 | 29 | 30 | 31 | 32 | 33 | 34 | 35 | 36 | 37 | 38 |
| --------- | -- | -- | -- | -- | -- | -- | -- | -- | -- | -- | -- | -- | -- | -- | -- | -- | -- | -- | -- | -- | -- | -- | -- | -- | -- | -- | -- | -- | -- | -- | -- | -- | -- | -- | -- | -- | -- | -- |
| Terrain   | D  | E  | D  | E  | D  | E  | E  | D  | E  | D  | D  | E  | D  | E  | E  | D  | E  | D  | E  | D  | E  | D  | D  | E  | D  | E  | D  | E  | D  | E  | D  | E  | D  | E  | D  | E  | D  | E  |
| Résultats | N  | V  | N  | V  | V  | N  | V  | V  | N  | D  | N  | D  | V  | D  | N  | V  | N  | V  | D  | V  | D  | V  | V  | V  | V  | V  | D  | N  | N  | D  | D  | D  | N  | D  | N  | V  | D  | D  |
| Points    | 1  | 4  | 5  | 8  | 11 | 12 | 15 | 18 | 19 | 19 | 20 | 20 | 23 | 23 | 24 | 27 | 28 | 31 | 31 | 34 | 34 | 37 | 40 | 43 | 46 | 49 | 49 | 50 | 51 | 51 | 51 | 51 | 52 | 52 | 53 | 56 | 56 | 56 |
| Place     | 10 | 3  | 3  | 2  | 2  | 3  | 2  | 1  | 1  | 1  | 2  | 5  | 4  | 6  | 5  | 3  | 4  | 3  | 3  | 3  | 4  | 3  | 2  | 2  | 2  | 2  | 2  | 3  | 3  | 4  | 5  | 5  | 5  | 5  | 5  | 5  | 5  | 6  |

Source : Liste des rencontres

Terrain : D = Domicile ; E = Extérieur. Résultat: D = Défaite ; N = Nul ; V = Victoire.

### Réserve et équipes de jeunes
La réserve du Stade rennais entraînée par Laurent Huard évolue en CFA - Groupe D.

#### Résultats
Les 18 ans du Stade rennais disputent à partir de janvier la Coupe Gambardella 2010-2011. L'épreuve est ouverte cette saison aux joueurs nés en 1992, 1993 et 1994.